# Bundestagswahl 2005
- PDS: 54
- SPD: 222
- Grüne: 51
- Union: 226
- FDP: 61

- Regierung: 448
- Opposition: 166

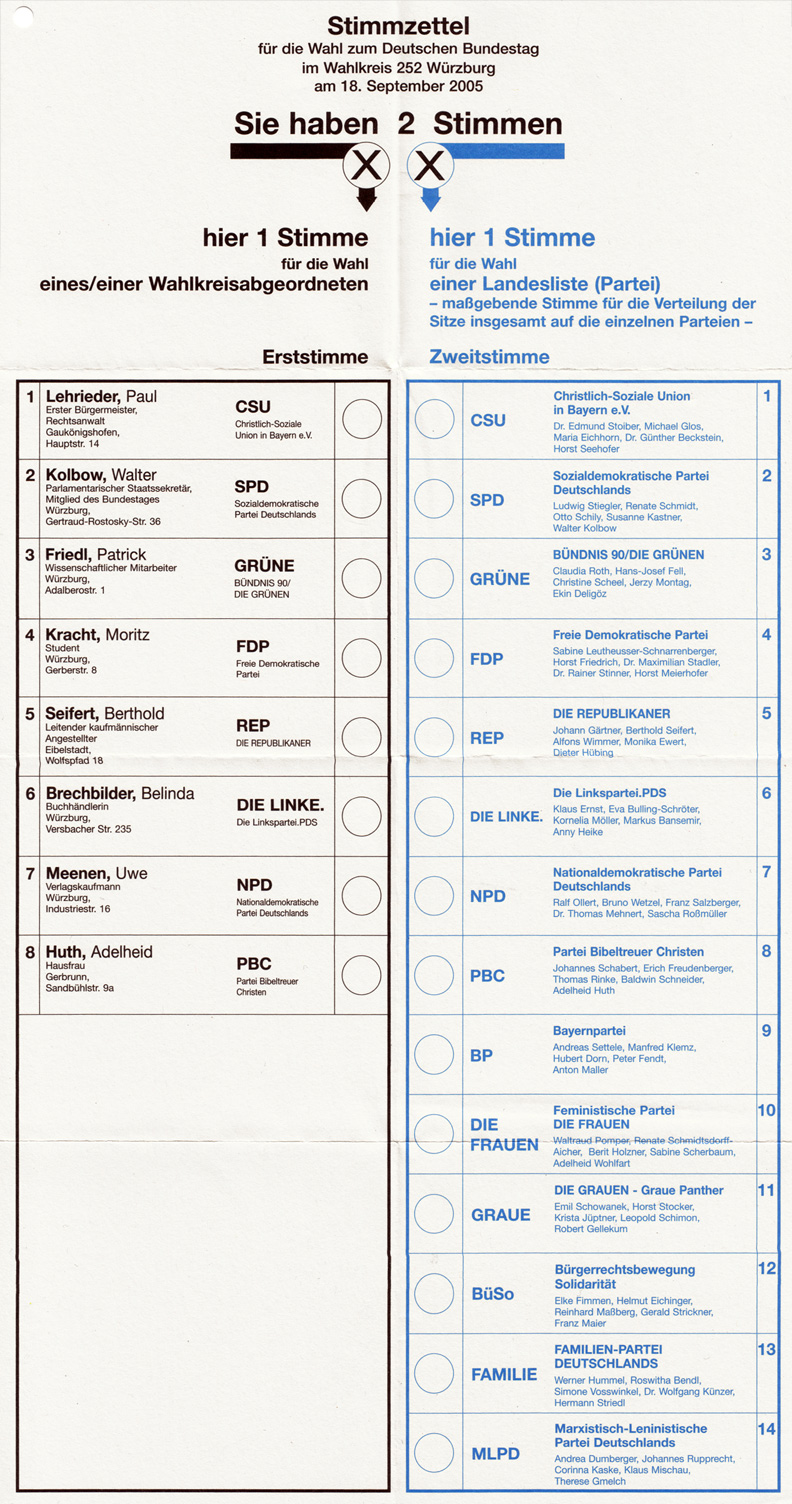
Stimmzettel bei der Wahl 2005 (Version für den Wahlkreis Würzburg)

Die Bundestagswahl 2005 fand am 18. September 2005 nach der vorzeitigen Auflösung des 15. Deutschen Bundestags statt. Bei der Wahl zum 16. Deutschen Bundestag wurde an diesem Tag in 298 von 299 Wahlkreisen gewählt. 614 Abgeordnete zogen in den 16. Bundestag ein. Union und SPD bildeten eine große Koalition. Die CDU-Vorsitzende Angela Merkel bildete ihr erstes Kabinett.

## Vorgeschichte
Am Abend der Wahlniederlage der SPD bei der Landtagswahl in Nordrhein-Westfalen 2005 (22. Mai) kündigten der Bundes- und Fraktionsvorsitzende Franz Müntefering und Bundeskanzler Gerhard Schröder eine vorgezogene Bundestagswahl an. Sie begründeten dies damit, dass das Vertrauen der Bevölkerung in die rot-grüne Bundesregierung nicht mehr erkennbar sei.
Bundeskanzler Gerhard Schröder richtete die Vertrauensfrage an den Bundestag, der ihm mit dem Votum vom 1. Juli 2005 das Vertrauen vorenthielt. Anschließend schlug er die Auflösung des Bundestags vor. Bundespräsident Horst Köhler löste am 21. Juli 2005 den 15. Deutschen Bundestag auf und ordnete eine Neuwahl an. Die Verfassungsmäßigkeit dieses Verfahrens war – ähnlich wie bei der Auflösung 1982 auf Vorschlag Helmut Kohls – umstritten; es wurde vom Bundesverfassungsgericht erneut als verfassungskonform bestätigt.

## Prämissen für die Regierungsbildung
Für eine Kanzlerwahl und Regierungsbildung bedarf es gemäß Art. 63 Abs. 2 GG einer absoluten Mehrheit von 308 Abgeordneten-Stimmen (Kanzlermehrheit) für einen Vorschlag des Bundespräsidenten. Entsprechend Grundgesetz ist dies jedoch nicht die einzige Möglichkeit, eine Bundesregierung zu bilden (Einsetzungsfunktion):
- Wird der vom Bundespräsidenten vorgeschlagene Kandidat nicht mit der absoluten Mehrheit gewählt, kann in einer zweiten Phase der Bundestag binnen 14 Tagen in beliebig vielen Wahlgängen mit mehr als der Hälfte seiner Mitglieder einen Kanzler wählen, ohne sich am Vorschlag des Präsidenten zu orientieren (Art. 63 Abs. 3 GG).
- Kann in diesen Wahlgängen kein Bundeskanzler gewählt werden, muss unverzüglich ein letzter Wahlgang stattfinden, in dem die relative Mehrheit für eine Kanzlerwahl ausreichend ist, also die Mehrheit der abgegebenen Stimmen (Art. 63 Abs. 4 GG). Dadurch ist eine Minderheitsregierung zulässig. Kommt eine absolute Mehrheit in diesem Wahlgang zustande, muss der Bundespräsident den Gewinner zum Kanzler ernennen, bei einer relativen Mehrheit kann er ihn entweder ernennen oder Neuwahlen ansetzen.

## Politisches Vorfeld der Wahl 2005
Nach der deutlichen Niederlage der SPD bei der Landtagswahl in Nordrhein-Westfalen im Mai 2005 erklärte der SPD-Vorsitzende Franz Müntefering eine halbe Stunde nach Schließung der Wahllokale in Absprache mit Bundeskanzler Gerhard Schröder, eine Neuwahl schon im Herbst 2005 herbeiführen zu wollen. Um 20 Uhr erklärte Bundeskanzler Schröder in einer kurzen Ansprache:

„Deutschland befindet sich in einem tiefgreifenden Veränderungsprozess. Es geht darum, unser Land unter den besonderen Bedingungen der Überwindung der deutschen Teilung auf die Erfordernisse des 21. Jahrhunderts auszurichten. Mit der Agenda 2010 haben wir dazu entscheidende Weichen gestellt. Wir haben notwendige Schritte unternommen, die sozialen Sicherungssysteme zukunftsfähig zu machen und die Wettbewerbsfähigkeit der deutschen Wirtschaft zu stärken. Dies sind unabdingbare Voraussetzungen für mehr Wachstum und Beschäftigung in Deutschland. Erste Erfolge auf diesem Weg sind unübersehbar. Bis sich aber die Reformen auf die konkreten Lebensverhältnisse aller Menschen in unserem Land positiv auswirken, braucht es Zeit. Vor allem aber braucht es die Unterstützung der Bürgerinnen und Bürger für eine solche Politik. Mit dem bitteren Wahlergebnis für meine Partei in Nordrhein-Westfalen ist die politische Grundlage für die Fortsetzung unserer Arbeit in Frage gestellt. Für die aus meiner Sicht notwendige Fortführung der Reformen halte ich eine klare Unterstützung durch eine Mehrheit der Deutschen gerade jetzt für erforderlich. Deshalb betrachte ich es als Bundeskanzler der Bundesrepublik Deutschland als meine Pflicht und Verantwortung, darauf hinzuwirken, dass der Herr Bundespräsident von den Möglichkeiten des Grundgesetzes Gebrauch machen kann, um so rasch wie möglich, also realistischerweise für den Herbst dieses Jahres, Neuwahlen zum Deutschen Bundestag herbeizuführen.“

## Vertrauensfrage

### Verfassungsrechtliche Problematik
Nach dem Grundgesetz für die Bundesrepublik Deutschland gibt es in Deutschland kein Selbstauflösungsrecht des Parlaments und daher kein in der Verfassung geregeltes Verfahren für eine vorgezogene Wahl – anders als etwa in Großbritannien, wo vorgezogene Wahlen noch bis 2010 den Regelfall darstellten. In einigen Bundesländern z. B. in Niedersachsen in Art. 10 der Niedersächsischen Verfassung kann sich der Landtag selbst auflösen. Der Bundeskanzler stellte am 1. Juli 2005 im Parlament die Vertrauensfrage gemäß Art. 68 GG. Es war nach den Anträgen von Willy Brandt (Bundestagswahl 1972) und Helmut Kohl (Bundestagswahl 1983) das dritte Mal, dass der Bundeskanzler die Vertrauensfrage mit dem Ziel stellte, sie zu verlieren. Für eine derartige Vertrauensfrage hatte sich die Bezeichnung unechte Vertrauensfrage eingebürgert. In seinem Urteil vom 25. August 2005 hat das Bundesverfassungsgericht diesen Terminus verworfen und den Begriff auflösungsgerichtete Vertrauensfrage eingeführt.
Die SPD und die Grünen stellten mit einer hinreichend großen Zahl von Enthaltungen sicher, dass die Vertrauensfrage nicht positiv beantwortet wurde. Die Kanzlermehrheit von 301 Stimmen – also die Mehrheit der Mitglieder des Parlaments – wurde daher verfehlt. Anschließend schlug der Bundeskanzler dem Bundespräsidenten vor, den Bundestag aufzulösen. Der Bundespräsident ordnete am 21. Juli 2005 die Parlamentsauflösung an. Er bezog sich in seiner Begründung auch auf die Entscheidung des Verfassungsgerichts aus dem Jahr 1983.
Damals hatten die Richter bezüglich der von Bundeskanzler Helmut Kohl auf ähnliche Weise herbeigeführten vorgezogenen Wahlen festgestellt, dass es keineswegs der freien Disposition des Bundeskanzlers unterliege, auf diese Weise vorzeitige Wahlen herbeizuführen. Vielmehr solle das Parlament kraft des normativen Charakters der vierjährigen Legislaturperiode nach Möglichkeit auch so lange amtieren und der Bundeskanzler eine Bundestagsauflösung nur dann anstrengen dürfen, „wenn es politisch für ihn nicht mehr gewährleistet ist, mit den im Bundestag bestehenden Kräfteverhältnissen weiter zu regieren. Die politischen Kräfteverhältnisse im Bundestag müssen seine Handlungsfähigkeit so beeinträchtigen oder lähmen, dass er eine vom stetigen Vertrauen der Mehrheit getragene Politik nicht sinnvoll zu verfolgen vermag.“
Somit ist – wenn auch in wechselseitigen Grenzen – ein gewisser Vorrang der Parlamentsperiode vor den Regierungsinteressen gegeben. Dennoch räumte das Verfassungsgericht die Kompetenz, die politische Lage als kritisch im Sinne des Art. 68 einzuschätzen, in erster Linie dem Bundeskanzler ein. Auch die darauf folgende Prüfung des Bundespräsidenten hat sich an den Kriterien des Bundeskanzlers zu orientieren.
Ob die 1983 vom Verfassungsgericht genannten Voraussetzungen vorlagen, ist sowohl unter Politik- als auch unter Rechtswissenschaftlern umstritten. Die Regierungsparteien hatten eine – wenn auch knappe – Mehrheit von drei Sitzen über der absoluten Mehrheit. Außerdem konnten bis dahin alle Gesetzesentwürfe im Bundestag mit der Kanzlermehrheit verabschiedet werden. Dass alle im Bundestag vertretenen Parteien Neuwahlen für notwendig ansehen, ist grundsätzlich nicht von Belang, da der Bundestag über kein Selbstauflösungsrecht verfügt. Dem Bundespräsidenten könne aber diese Einigkeit einen „zusätzlichen Hinweis [geben], dass eine Auflösung des Bundestages zu einem Ergebnis führen werde, das dem Anliegen des Art. 68 GG näher kommt als eine ablehnende Entscheidung“, so das Verfassungsgericht 1983.

### Meinungsbild in der Rechtswissenschaft
Unter Staatsrechtlern löste die Absicht, vorgezogene Neuwahlen durchzuführen, eine kontroverse Diskussion aus, die sich wie folgt zusammenfassen lässt:

#### Kritiker
Die Kritiker hielten das Herbeiführen von Neuwahlen mittels Vertrauensfrage für verfassungswidrig. Der Bundeskanzler könne allenfalls dieses Verfahren wählen, wenn er daran zweifle, ob er von der Parlamentsmehrheit getragen werde. Parlament ist der Bundestag, und dort habe der Kanzler sichere Unterstützung; auf andere Organe wie etwa den Bundesrat dürfe er nicht verweisen, nur weil seine Minderheitsunterstützung weiter geschwunden ist. Der Kanzler könne allenfalls zurücktreten.

#### Befürworter
Die Befürworter waren in zwei Gruppen zu finden, die sich in der Begründung ihrer Haltung unterscheiden:
- Eine Gruppe hielt Neuwahlen für zulässig, da sich die Regierung in einer politischen Krise befinde, die ihr die Durchsetzung ihrer Politik funktional nicht erlaube. Auf eine formale Festlegung hinsichtlich des Bundestags – unter Abgrenzung vom Bundesrat – komme es nicht an, allenfalls wären die Mehrheitsverhältnisse im Bundesrat mitzuberücksichtigen.
- Die andere Gruppe betonte die dem Kanzler von der Verfassung zugewiesene Einschätzungsprärogative, ob er die ihn tragende Mehrheit als hinlänglich sicher für seine Politik empfindet oder ob er die Vertrauensfrage stellt. Dies sei ausschlaggebend. Die Regierungskoalition verfüge ohnehin nur über eine Mehrheit von drei Stimmen über der Kanzlermehrheit und diese sei nunmehr noch „wackeliger“ geworden, so dass es schwierig sei, sein Urteil anzuzweifeln.

### Rechtspolitische Forderungen nach parlamentarischem Selbstauflösungsrecht
Obwohl mehrere Verfassungsrechtler, darunter Ernst Benda, Ernst Gottfried Mahrenholz und Ingo von Münch, öffentlich eine Änderung des Grundgesetzes mit dem Ziel eines Selbstauflösungsrechts des Parlaments befürworteten, wurde ihre Forderung von keiner Partei aufgegriffen. Nach dem Urteil des Bundesverfassungsgerichts über die Neuwahlen 2005 hat sich eine lebhafte Diskussion über eine solche Verfassungsänderung entwickelt. Befürworter fanden sich in allen Parteien. Auch Bundespräsident Horst Köhler sprach sich für eine Diskussion darüber aus.
Einigkeit bestand unter den Befürwortern darüber, dass zur Missbrauchsverhinderung ein hohes Quorum gelten muss, damit nicht aus reinem politischem Kalkül heraus Neuwahlen herbeigeführt werden können. Diskutiert wurden eine Mehrheit von 2/3, von 3/4 oder 4/5 der Bundestagsabgeordneten.

### Organstreitverfahren von Bundestagsabgeordneten
In einem Organstreit vor dem Bundesverfassungsgericht (Art. 93 Abs. 1 Nr. 1 GG) können Bundestagsabgeordnete die Auflösungsanordnung anfechten. Sie sind in ihren Rechten verletzt, wenn die Parlamentsauflösung verfassungswidrig wäre, denn diese verkürzt ihr bis Herbst 2006 erteiltes Mandat. Die Abgeordneten Jelena Hoffmann (SPD) und Werner Schulz (Bündnis 90/Die Grünen) leiteten einen solchen Organstreit gegen den Bundespräsidenten ein. Berichterstatter in dem Verfahren war Richter Udo Di Fabio. Das BVerfG hielt am 9. August 2005 eine mündliche Verhandlung ab und traf eine Entscheidung vor dem angesetzten Wahltermin, wie bereits 1983. Die Anträge der Abgeordneten wurden mit Entscheidung vom 25. August 2005 als unbegründet zurückgewiesen. Das BVerfG bestätigte die Auflösung des Bundestages durch den Bundespräsidenten als rechtmäßig. Es verwies auf die Einschätzungsprärogative des Kanzlers und den begrenzten Kontrollumfang des Bundesverfassungsgerichts.
Der Bundespräsident hatte erklärt, dass er – anders als Karl Carstens im Jahr 1983 – nicht zurückgetreten wäre, falls das Gericht seine Auflösungsentscheidung für verfassungswidrig erklärt hätte.
Hätte der Bundespräsident die Auflösung des Bundestags abgelehnt, dann hätte der Bundeskanzler ein Organstreitverfahren gegen den Bundespräsidenten anstrengen können, wenn er eine Pflichtverletzung wie etwa einen Ermessensfehler rügen wollte. Grundsätzlich ist der Bundespräsident jedoch nicht verpflichtet, den Bundestag aufzulösen. Es handelt sich um eine Ermessensentscheidung. Um einem Antrag des Bundeskanzlers stattzugeben, müsste entweder der Bundespräsident sein Ermessen nicht pflichtgemäß ausgeübt haben oder er müsste zu Unrecht davon ausgegangen sein, dass ihm kein Ermessen zusteht, da er rechtsirrig die (insbesondere ungeschriebenen) Voraussetzungen für eine Auflösung als nicht gegeben angesehen hätte.

### Verfassungsstreitverfahren von Parteien und Bürgern
Auch mehrere kleine Parteien (nach Angaben des Bundesverfassungsgerichts mindestens acht) leiteten Organstreitverfahren beim Bundesverfassungsgericht, weil sie sich durch die verkürzte Vorwahlzeit benachteiligt sahen.
Die APPD reichte bereits wenige Minuten nach der Auflösungsanordnung des Bundespräsidenten einen Antrag ein. Auch gingen unter anderem Anträge der ödp, der Familien-Partei und der Partei Pro DM ein. Mit den Anträgen wandten sich die Parteien in erster Linie dagegen, dass sie bis zum Wahltermin nur äußerst wenig Zeit hatten, um die erforderlichen Unterschriften zu sammeln, während vor normalen Wahlen dafür Monate zur Verfügung gestanden hätten. Hierdurch sahen sie ihre Chancen, im gesamten Bundesgebiet zur Wahl anzutreten, beeinträchtigt. Manche Parteien wählten als Verfahrensart die Verfassungsbeschwerde.
Die Anträge der AGFG, der Familien-Partei und der ödp, dem Organstreitverfahren von Werner Schulz und Jelena Hoffmann beizutreten, lehnte das Bundesverfassungsgericht durch Beschlüsse vom 8. August 2005 ab mit der Begründung, dass das mit den Organstreitverfahren der drei Parteien geltend gemachte Interesse dem der beiden klagenden Bundestagsabgeordneten nicht gleichgeordnet sei.
Am 23. August 2005 verwarf das Bundesverfassungsgericht die Anträge der ödp und der Familien-Partei als unzulässig. Denn die Auflösung des Bundestags tangiere die Parteien nicht in ihren Rechten, auch nicht – wie hilfsweise geltend gemacht – in ihrer Chancengleichheit aus Art. 38 und Art. 3 Grundgesetz. Gegen die 1975 verabschiedeten Regelungen betreffend die Unterschriftenquoren, die der Gesetzgeber auch bei der Wahlrechtsnovelle von 1985 trotz Kenntnis von der diesbezüglichen Problematik bei vorgezogenen Bundestagswahlen unangetastet gelassen hat, hätte binnen sechs Monaten nach ihrem Erlass vorgegangen werden müssen. Am 13. September wurden aus denselben Erwägungen ähnliche Klagen der Republikaner, der Zentrumspartei, der AGFG und der Deutschen Weißen Partei zurückgewiesen.
Die Verfassungsbeschwerde der Partei Offensive D wurde vom Verfassungsgericht nicht zur Entscheidung angenommen.
Des Weiteren hatten auch mehrere Bürger Verfassungsbeschwerde gegen die Bundestagsauflösung erhoben.

## Wahlkreise
Auch für den 16. Deutschen Bundestag beträgt die gesetzliche Anzahl der Abgeordneten 598 (§ 1 BWahlG). Die Wahlkreise wurden allerdings in einigen Gebieten im Vergleich zur Bundestagswahl 2002 verändert. Thüringen verlor einen Wahlkreis (von 10 auf 9), Bayern gewann einen hinzu (von 44 auf 45).

## Parteien

### SPD

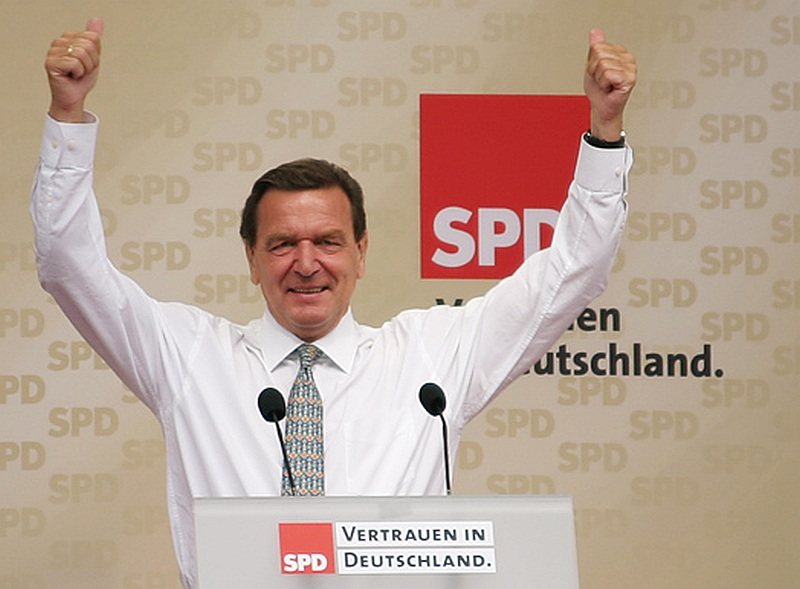
Gerhard Schröder (SPD)

Bundeskanzler Gerhard Schröder (SPD) hatte im Jahr 2003 angekündigt, bei den nächsten Bundestagswahlen zum dritten Mal als Kanzlerkandidat für die SPD anzutreten, wenn diese auch eigentlich erst für 2006 vorgesehen waren. Die Fortführung der rot-grünen Koalition war das erklärte Ziel der SPD-Spitze; eine Große Koalition von SPD und CDU wurde zwar als „nicht gewollt“ dargestellt, jedoch auch nicht ausgeschlossen. Gleichzeitig waren einige SPD-Politiker bemüht, sich deutlich von den Grünen abzusetzen. So erklärte der rheinland-pfälzische Ministerpräsident Kurt Beck, man wollte keinen „Mopsfledermaus-Wahlkampf“ führen. Außerdem wollte die SPD in ihrem Wahlmanifest durch „Innovationsregionen“ Bürokratie abbauen. Der Bundeshaushalt sollte konsolidiert werden, aber es wurde keine terminliche Zielvorgabe genannt.
Eine bevorzugte Zielscheibe der Regierungsparteien war das von ihnen als „neoliberal“ und „unsozial“ empfundene Flat-Tax-Steuermodell des CDU-Finanzexperten Paul Kirchhof und die geplante Mehrwertsteuererhöhung, wobei die SPD teilweise im Stile einer Oppositionspartei Wahlkampf betrieb.
In der öffentlichen Darstellung wurde zudem die Farbe Umbra verwendet. Dies stellte eine Neuerung dar, da nicht mehr das traditionelle Rot der Partei verwendet wurde, sondern ein Farbton für den Spitzenkandidaten ausgewählt wurde. Als Schrift wurde die Thesis von Lucas de Groot verwendet. De Groot war an der Auswahl des Schrifttypen beteiligt. So wurde eine besondere Variante der Schriftart Thesis (die Caps-Variante) weltweit erstmals verwendet.
Gert G. Wagner und Jürgen Schupp lobten den Slogan Vertrauen in Deutschland als klug gewählt. Der Slogan der SPD würde ein Grundproblem der deutschen Gesellschaft ansprechen, das Misstrauen in Institutionen und das parlamentarische System. Vertrauen ist nicht nur der Grundstoff des Sozialen, sondern auch eine Voraussetzung für moderne und produktive, nämlich extrem arbeitsteilige Gesellschaften. Im ohnehin schon rohstoffarmen Deutschland ist es aber auch um diesen Grundstoff leider nicht gut bestellt.

### CDU/CSU

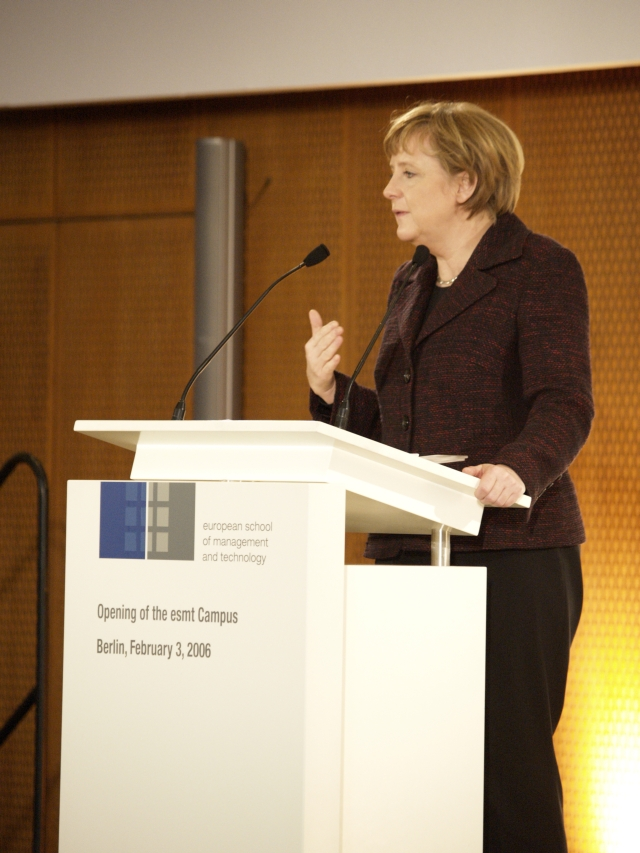
Angela Merkel (CDU)

Die Unionsparteien strebten für die vorgezogene Neuwahl im Herbst 2005 die Ablösung der Bundesregierung an. Als Koalitionspartner nannten sie die FDP. Die Union hatte die CDU-Vorsitzende Angela Merkel als Kanzlerkandidatin nominiert. Diese hatte angekündigt, im Falle eines Wahlsiegs die Mehrwertsteuer von 16 % auf 18 % anzuheben und dafür die Arbeitslosenversicherungsbeiträge um zwei Prozentpunkte zu senken. Außerdem sollte der Atomkonsens zugunsten längerer Laufzeiten der Kernkraftwerke aufgegeben werden. Dadurch versprach sich die Union eine Senkung der Strompreise. Die gesetzliche Krankenversicherung sollte künftig über eine Gesundheitsprämie, deren Höhe nicht wie bisher nach dem Einkommen bemessen werde, finanziert werden; es war jedoch ein Steuerausgleich für Geringverdiener vorgesehen. Außerdem wollte Merkel ebenfalls Bürokratieabbau betreiben und den Bundeshaushalt bis 2013 konsolidieren.
Dem so genannten Kompetenzteam der Kanzlerkandidatin Merkel gehörten neben ihr und dem CSU-Vorsitzenden, Edmund Stoiber, auch Paul Kirchhof (Finanzen, Haushalt), Peter Müller (Wirtschaft, Arbeit), Dieter Althaus (Aufbau Ost), Günther Beckstein (Inneres), Wolfgang Schäuble (Außenpolitik), Ursula von der Leyen (Soziales), Annette Schavan (Bildung), Gerda Hasselfeldt (Landwirtschaft, Verbraucherschutz, Umwelt) und Norbert Lammert (Kultur) an.

### Grüne

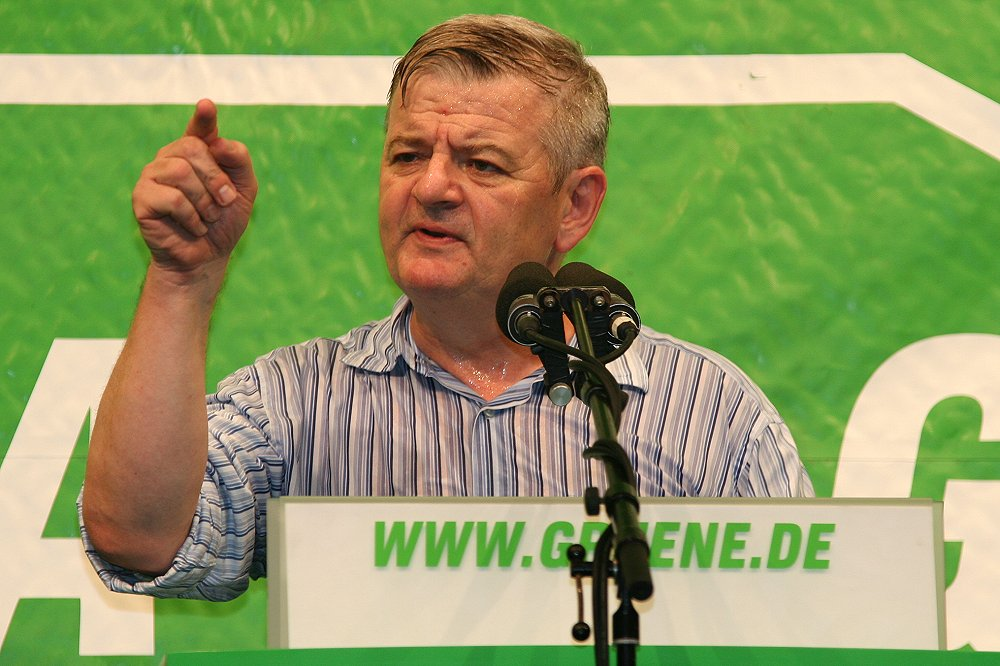
Joschka Fischer (Grüne)

Bündnis 90/Die Grünen traten an, um ihre Politik von „solidarischer Modernisierung in ökologischer Verantwortung“ (so der Titel ihres Wahlprogramms) fortzusetzen. In ihrem Wahlprogramm, beschlossen in Berlin am 17. Juli 2005, hatten sie arbeitsmarkt- und wirtschaftspolitische Forderungen (wie z. B. die Verschiebung von Subventionen, die den verschwenderischen Umgang mit knappen Ressourcen begünstigen, zugunsten der Forschungs- und Technologieförderung) prominent herausgestellt, hielten aber auch an ihren anderen Punkten (Atomausstieg, geregelte Zuwanderung und Integration, Verbraucherschutz, Transparenz und informationelle Selbstbestimmung, Gleichberechtigung der Geschlechter und sexuellen Identitäten) fest. Führende Grüne machten im Wahlkampf Aussagen, nach denen weder eine Koalition mit der Union noch mit der Linkspartei in Betracht kommen würde.
Joschka Fischer wurde zum Spitzenkandidaten gekürt und kandidierte auf Platz 2 der hessischen Landesliste für den Bundestag hinter der Staatssekretärin Margareta Wolf. Andere Landeslisten wurden von Renate Künast, Bärbel Höhn, Ulrike Höfken und Claudia Roth angeführt. Zum grünen Spitzenteam gehörten außerdem Umweltminister Jürgen Trittin, Parteivorsitzender Reinhard Bütikofer, die beiden damaligen Fraktionsvorsitzenden Katrin Göring-Eckardt und Krista Sager, die Politische Bundesgeschäftsführerin Steffi Lemke sowie der Parlamentarische Geschäftsführer Volker Beck.
Außerdem wollten die Grünen Bürokratie abbauen und den Bundeshaushalt konsolidieren.

### FDP

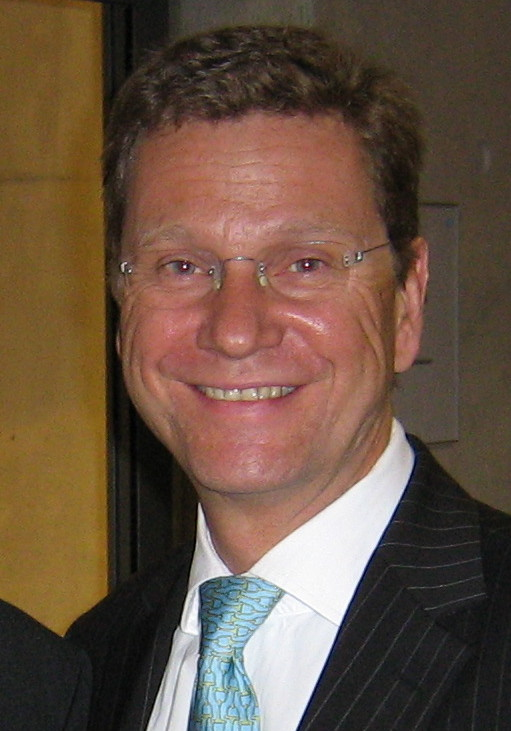
Guido Westerwelle (FDP)

Anders als 2002 verzichtete die FDP auf die Nominierung eines eigenen Kanzlerkandidaten. Stattdessen erklärte die FDP-Spitze am 23. Mai 2005, dass sie eine Koalition mit der CDU/CSU anstrebte, obwohl sie die von der Union geforderte Erhöhung der Umsatzsteuer ablehnte. Zum Spitzenkandidaten kürte die FDP Guido Westerwelle, der als einziger prominenter Politiker vor der Landtagswahl in Nordrhein-Westfalen für den Fall eines Regierungswechsels vorgezogene Neuwahlen zum Bundestag gefordert hatte. Er führte die Landesliste in Nordrhein-Westfalen an, während in anderen Bundesländern diese Funktion von Sabine Leutheusser-Schnarrenberger (Bayern), Birgit Homburger (Baden-Württemberg), Wolfgang Gerhardt (Hessen), Joachim Günther (Sachsen), Rainer Brüderle (Rheinland-Pfalz), Jürgen Koppelin (Schleswig-Holstein), Markus Löning (Berlin) oder Cornelia Pieper (Sachsen-Anhalt) erfüllt wurde.
Auch die FDP wollte Bürokratie abbauen und den Bundeshaushalt konsolidieren. Im Gegensatz zu ihrem potentiellen Koalitionspartner stand die FDP in ihrem Programm für mehr Datenschutz und einen besseren Schutz der Bürgerrechte.

### Linkspartei.PDS

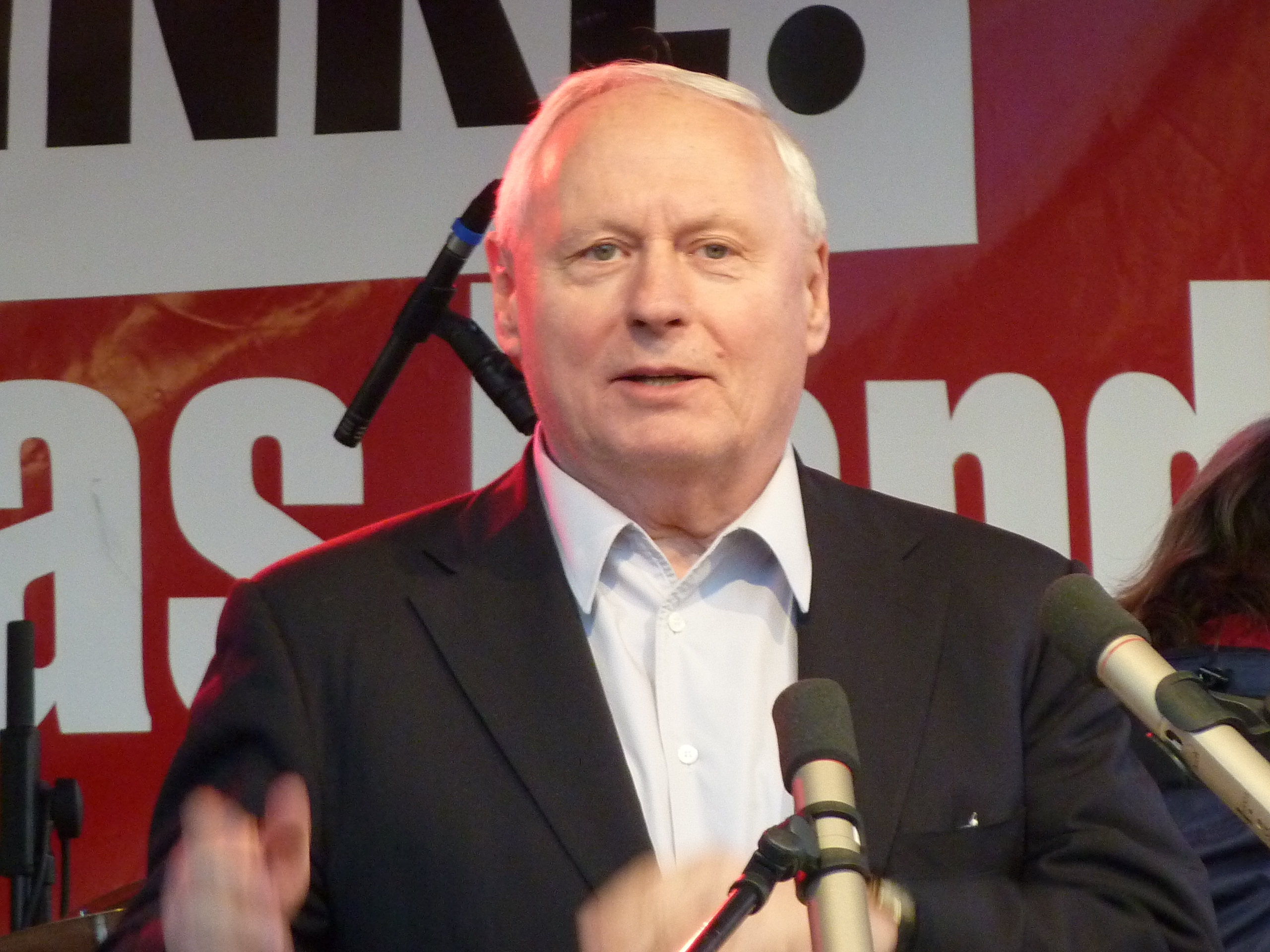
Oskar Lafontaine (WASG, Co-Spitzenkandidat der Linken.PDS)

Auf den offenen Listen der Linkspartei.PDS kandidierten auch Mitglieder der noch jungen Partei WASG und Parteilose. Spitzenkandidaten waren Gregor Gysi und Oskar Lafontaine. Während die Linkspartei bis zur Wahl nur mit Petra Pau und Gesine Lötzsch als direktgewählte Abgeordnete im 15. Deutschen Bundestag vertreten war, zog sie im Ergebnis der Bundestagswahlen als viertstärkste Fraktion in den Bundestag ein. In Ostdeutschland wurde sie hinter der SPD zweitstärkste Partei.
Die wichtigsten Forderungen der Linkspartei.PDS waren die Anhebung des Spitzensteuersatzes auf 50 %, die Einführung eines Mindestlohnes von 1000 Euro netto und 420 Euro Grundsicherung für Ost und West.

### Andere Parteien
Im Oktober 2004 hatten NPD und DVU angekündigt, bundesweit gemeinsam anzutreten. Begründet lag dies vor allem darin, dass in verschiedenen Bundesländern meist nur eine der Parteien Erfolge verzeichnen konnte. Einer Listenverbindung steht allerdings das Bundeswahlgesetz entgegen, das nur Parteien, nicht aber Parteiverbindungen zur Wahl zulässt. Daher trat formal nur die NPD an, auf den Landeslisten standen aber auch von der DVU vorgeschlagene Kandidaten, meist deren Parteimitglieder. Bei der Europawahl 2009 trat dann die DVU an. Diese Strategie war bei den Landtagswahlen in Sachsen und Brandenburg erfolgreich, aber schon in der Landtagswahl in Nordrhein-Westfalen 2005 erreichte die NPD nicht einmal mehr 1 % der Stimmen und erlebte damit auch einen finanziellen Rückschlag. Die NPD wollte fünf Direktmandate, unter anderem in Mecklenburg-Vorpommern und in Sachsen, gewinnen, verfehlte dieses Ziel jedoch bei weitem, da sie in keinem Wahlkreis auch nur den zweiten oder dritten Platz unter den Bewerbern um die Erststimmen bekam.
Die Landeswahlausschüsse prüften am 19. August 2005, ob die sich für die Wahl bewerbenden Parteien die erforderliche Anzahl an Unterstützungsunterschriften für ihre Kreiswahl- und Landeslistenvorschläge gesammelt hatten. Über die Beschwerden einiger Parteien wurde am 25. August 2005 vom Bundeswahlausschuss abschließend entschieden. Dabei wurden alle Beschwerden bis auf eine zurückgewiesen. Unter Auflagen stattgegeben wurde lediglich der Beschwerde der NPD betreffend ihre Landesliste in Baden-Württemberg, die der Landeswahlausschuss nicht zugelassen hatte.
Danach traten insgesamt 25 Parteien mit Landeslisten zur Wahl an. Dies waren:
- die MLPD in allen Ländern
- die NPD in allen Ländern
- die Grauen in 11 Ländern
- die REP in 9 Ländern
- die PBC in 8 Ländern
- die BüSo in 7 Ländern
- die Familien-Partei in 6 Ländern
- die PSG und Die Tierschutzpartei in 4 Ländern
- die Frauen und Pro DM in 3 Ländern
- APPD und Die PARTEI in Hamburg und Berlin
- 50plus (Brandenburg), AGFG (Sachsen), Bayernpartei (Bayern), Deutschland (NRW), Offensive D (Sachsen-Anhalt) und ZENTRUM (NRW) in je einem Bundesland

Die meisten Parteien traten in Nordrhein-Westfalen an (16), die wenigsten in Schleswig-Holstein (8).
Von den Parteien, die den Einzug in den Bundestag nicht schafften, kamen lediglich die NPD und die Republikaner über die 0,5%-Hürde, die für die staatliche Parteienfinanzierung entscheidend ist.

### Wahlkampf
Die Ausstrahlung des APPD-Wahlkampfspots innerhalb des ARD-Programmes wurde kurzfristig vom WDR verweigert. Begründet wurde dies mit Verstößen gegen gesetzliche Vorschriften und die Menschenwürde, mit Verherrlichung sexuellen Auslebens, von Sadomasochismus und Drogenkonsum. Dies sei zu Unrecht geschehen, wie APPD-Wahlkampfleiter Peter Altenburg in einer Stellungnahme begründete. Die wenige Stunden vor Ausstrahlung eingereichte zensierte Fassung wurde vom WDR akzeptiert und am 26. August ausgestrahlt. Die APPD hat danach beim Oberverwaltungsgericht Münster eine einstweilige Verfügung erwirkt, die die Ausstrahlung der unzensierten Fassung der Wahlwerbung anordnete. Diese wurde daraufhin am 5. September erstmals gesendet. Da das ZDF die Ausstrahlung weiterhin verweigerte und das Verwaltungsgericht Mainz dem ZDF zustimmte, reichte die APPD am 9. September Verfassungsbeschwerde ein.
Für Aufmerksamkeit sorgte auch Die PARTEI, die einen Teil ihrer Werbezeit bei eBay zum Verkauf anbot. Das ZDF hatte eine genaue Prüfung des Spots angekündigt und diesen dann inklusive unübersehbarer Schleichwerbung gesendet.
Der Rolling-Stones-Titel Angie diente während des Wahlkampfes als Erkennungsmelodie für die Auftritte Angela Merkels. Da die CDU es versäumte, das Einverständnis der Urheber einzuholen und dieses auch nachträglich nicht erteilt wurde, musste die Erkennungsmelodie ersetzt werden.
Am Morgen des 10. September, vor dem Eintreffen des Kandidaten Bernd Schmidbauer, schoss ein betrunkener 43-jähriger mit einem Luftgewehr auf einen Wahlkampfstand der CDU in Sinsheim. Ein Wahlkampfhelfer wurde dabei leicht an der Hand verletzt.
Am Mittag des 10. September 2005 übergoss ein 45-jähriger Arbeitsloser einen Wahlkampfstand der SPD in der Innenstadt von Aschaffenburg mit einem Eimer eigenem Urin. Ein 65-jähriges SPD-Mitglied brach bei der Verfolgung des Angreifers zusammen und starb kurze Zeit später im Aschaffenburger Klinikum.

## Wahlprogramme der Parteien
Überblick über die Kerninhalte der Programme der im Bundestag vertretenen Parteien:

### Arbeitsmarktpolitik
- SPD: Nachbesserungen an Hartz IV und Angleichung der Regelsätze zwischen Ost- und Westdeutschland. Ältere Arbeitslose sollen das einkommensabhängige Arbeitslosengeld I erhalten. Einführung eines gesetzlichen Mindestlohns.
- CDU/CSU: Senkung des Beitrags zur Arbeitslosenversicherung von 6,5 auf 4,5 Prozent, im Gegenzug Anhebung der Mehrwertsteuer von 16 auf 18 Prozent. Einschränkung des Kündigungsschutzes bei Neueinstellungen in Betrieben mit bis zu 20 Mitarbeitern; in größeren Firmen erst nach zwei Jahren. Arbeitnehmer soll dann wählen können, ob Kündigungsschutz oder Anspruch auf Abfindung in den Arbeitsvertrag aufgenommen wird. Stärkung des Kombilohnsystems für mehr Beschäftigung im Niedriglohnsektor. Unternehmer sollen Hartz-IV-Empfänger 10 Prozent unter dem Tariflohn bezahlen dürfen.
- Bündnis 90/Die Grünen: Korrekturen bei Hartz IV und Angleichung der Regelsätze zwischen Ost- und Westdeutschland. Der Arbeitsmarkt im Niedriglohnsektor soll durch Steuersubventionen gefördert werden. Einführung eines gesetzlichen Mindestlohns.
- FDP: Einschränkung des Kündigungsschutzes. Arbeitnehmer sollen erst nach vier Jahren und nur in Betrieben mit mehr als 50 Mitarbeitern Kündigungsschutz über den Kündigungsschutz nach dem BGB hinaus erhalten. Die FDP will zudem die Bundesagentur für Arbeit (BfA) aufspalten und neu organisieren.
- Linkspartei.PDS: Abschaffung der Arbeitsmarktreform Hartz IV. Anhebung der Regelsätze von 345 auf 420 Euro und höherer Freibeträge. Einführung eines gesetzlichen Mindestlohns in Höhe von 1.400 Euro pro Monat brutto.

### Steuerpolitik
- SPD: Gegen eine Erhöhung der Mehrwertsteuer, dafür im Gegenzug eine dreiprozentige Abgabe für Großverdiener mit Einkommen von über 250.000 Euro. Absenkung der Körperschaftsteuer von 25 auf 19 Prozent.
- CDU/CSU: Anhebung der Umsatzsteuer von 16 auf 18 Prozent zur Senkung des Beitrags zur Arbeitslosenversicherung. Absenkung des Eingangssatzes der Einkommensteuer von 15 auf 12 Prozent und des Spitzensatzes von 42 auf 39 Prozent. Erhalt der Gewerbesteuer. Absenkung der Körperschaftsteuer von 25 auf 22 Prozent. Beibehaltung der Ökosteuer.
- Bündnis 90/Die Grünen: Gegen eine Erhöhung der Mehrwertsteuer. Erhöhung des Spitzensatzes der Einkommensteuer von 42 auf 45 Prozent. Einführung einer Steuer für Großverdiener und stärkere Belastung von Großerben und Bürgern mit hohen Privatvermögen.
- FDP: Gegen eine Erhöhung der Umsatzsteuer, dafür Einführung eines 3-Stufen-Modells von 15, 25 und 35 Prozent bei der Einkommensteuer. Der Eingangssteuersatz bleibt somit gleich und der Spitzensteuersatz soll von 42 auf 35 Prozent gesenkt werden. Durch die Einführung eines Grundfreibetrags von 7.700 Euro für jeden Bürger (auch jedes Kind), der auf das gesamte Familieneinkommen angerechnet wird, werden insbesondere Familien entlastet. Dies wird durch eine Erhöhung des Kindergeldes auf 200 Euro pro Monat flankiert.
- Linkspartei.PDS: Gegen eine Erhöhung der Umsatzsteuer, dafür Erhöhung des Spitzensatzes der Einkommensteuer von 42 auf 50 Prozent. Beibehaltung des Eingangssteuersatzes von 15 Prozent. Wiedereinführung der Vermögensteuer und Neugestaltung der Erbschaftsteuer. Einführung einer sozialen Grundsicherung von 750 Euro für Alleinstehende und 1.900 Euro für Eltern mit zwei Kindern.

### Gesundheitspolitik
- SPD: Einführung einer Bürgerversicherung, auch für Selbständige, Beamte und Politiker. Höhe der Versicherung orientiert sich an der Leistungsfähigkeit. Die Bemessungsgrundlage für den Beitrag orientiert sich dabei an den sieben Einkunftsarten des Steuerrechts, also auch Unternehmensgewinne oder Kapitalerträge (dort bei Kleinsparern mit Freibeträgen). Erhalt der beitragsfreien Familienversicherung.
- CDU/CSU: Einführung einer Gesundheitsprämie (Kopfpauschale) für jeden erwachsenen Versicherten. Beitragshöhe ist eine feste Monatsprämie, die den durchschnittlichen Pro-Kopf-Ausgaben der jeweiligen Krankenkasse entsprechen und kostendeckend sein soll.
- Bündnis 90/Die Grünen: Einführung einer Bürgerversicherung, auch für Selbständige, Beamte und Politiker anstelle der Kranken- und Pflegeversicherung. Höhe des Versicherungsbeitrags orientiert sich an der Leistungsfähigkeit. Erhöhung der Beitragsbemessungsgrenze. Erhalt der beitragsfreien Familienversicherung.
- FDP: Abschaffung der gesetzlichen Krankenkassen (GKV), jeder Bürger versichert sich privat (PKV). Ein Mindestschutz bleibt Pflicht. Versicherungsbeiträge für Kinder und sozial Schwache werden steuersubventioniert. Umstellung der Pflegeversicherung auf Kapitaldeckung.
- Linkspartei.PDS: Einführung einer Bürgerversicherung, auch für Selbständige, Beamte und Politiker, auch mit Kapital- und Mieteinnahmen. Abschaffung der Beitragsbemessungsgrenze. Private Zusatzversicherungen ermöglichen.

### Außenpolitik
- SPD: Gegen ein direktes militärisches Engagement im Irakkrieg. Für eine Erweiterung der Europäischen Union um die Türkei. Mehr Verantwortung Deutschlands durch Übernahme eines ständigen Sitzes im Sicherheitsrat der Vereinten Nationen.
- CDU/CSU: Gegen eine Vollmitgliedschaft der Türkei in der Europäischen Union, dafür eine privilegierte Partnerschaft. Gleiche Beziehungsintensität in der Außenpolitik zu Frankreich und zu den USA.
- Bündnis 90/Die Grünen: Weitere Beitrittsverhandlungen mit der Türkei zur Mitgliedschaft in der Europäischen Union. Für eine europaweite Volksabstimmung zur EU-Verfassung. Transatlantische Partnerschaft bleibt „Eckpfeiler“ der Außenpolitik.
- FDP: Förderung der transatlantischen Partnerschaft. Für einen Sitz der Europäischen Union im Weltsicherheitsrat; als „zweitbeste Lösung“ ein Sitz Deutschlands.
- Linkspartei.PDS: Gegen einen ständigen Sitz Deutschlands im Sicherheitsrat der Vereinten Nationen. Mehr Engagement in der Dritten Welt. Für eine Volksabstimmung zur EU-Verfassung.

### Innere Sicherheit
- SPD: Präventionsmaßnahmen zur Senkung der Jugendkriminalität. Verbesserter Datenaustausch von Polizei und Justizbehörden in Europa. Ausstattung der Sicherheitsbehörden mit effizientem Digitalfunksystem und mehr Kompetenzen für das Bundeskriminalamt (BKA).
- CDU/CSU: Aufbau einer „Antiterrordatei“ von Polizei und Nachrichtendiensten. Schärfere Sicherheitsmaßnahmen gegen terrorverdächtige Ausländer und eine Warndatei gegen Visa-Missbrauch. Förderung der DNA-Analyse.
- Bündnis 90/Die Grünen: Einschränkung der Telefonüberwachung und gegen eine Referenzdatei für biometrische Daten. Erhalt der Trennung von Polizei und Nachrichtendiensten.
- FDP: Gegen Einführung von biometrischen Daten in Ausweisdokumenten. Für die Abschaffung des „Großen Lauschangriffs“. Eingeschränkte Nutzung von Video- und Telefonüberwachung sowie der DNA-Analyse soll erlaubt sein.
- Linkspartei.PDS: Gegen einen Einsatz der Bundeswehr im Inneren. Gegen eine weitere Überdehnung des Grundgesetzes durch die bisher von der Bundesregierung eingeführten Sicherheitspakete.

### Bildung und Forschung
- SPD: Einführung von Förderunterricht vor der Einschulung, um Sprachdefizite zu beheben. Ausbau von weiteren Ganztagsschulen. Die Länder sollen für das Ganztagsschulprogramm bis 2008 rund vier Milliarden Euro für die Einrichtung von 10.000 zusätzlichen Ganztagsschulen erhalten. Für ein gebührenfreies Erststudium an Universitäten und Fachhochschulen und für den Erhalt des BAföG (keine Umwandlung in ein Volldarlehen). Weitere Förderung der Forschung auf allen Gebieten.
- CDU/CSU: Ausbau der Sprachförderung. Stärkere Förderung von Hochbegabten. Religionsunterricht ist ordentliches Lehrfach. Universitäten dürfen Studiengebühren verlangen. Erhöhung der jährlichen Forschungsausgaben um eine Milliarde Euro.
- Bündnis 90/Die Grünen: Überwindung des dreigliedrigen Schulsystems. Für ein gebührenfreies Erststudium an Universitäten und Fachhochschulen. Für den Ausbau des BAföG zu einer elternunabhängigen Unterstützung. Erhöhung der Forschungsausgaben.
- FDP: Abbau von Bildungsdefiziten in den Kindertagesstätten. Einführung von verbindlichen Sprachtests. Mehr Autonomie und Wettbewerb an Schulen und Hochschulen. Für die Einführung von Studiengebühren. Abbau von Gesetzen, die die Forschung beeinträchtigen.
- Linkspartei.PDS: Erhöhung der Bildungsausgaben auf 6 Prozent des Bruttoinlandsprodukts (BIP). Überwindung des dreigliedrigen Schulsystems und Einführung von Gemeinschaftsschulen bis zur 10. Klasse. Gegen eine Einführung von Studiengebühren.

### Gesellschaft und Familie
- SPD: Umwandlung des Erziehungsgelds in Elterngeld, als Ersatz für ein Jahreseinkommen. Schrittweise Einführung von gebührenfreien Kindertagesstätten. Anwendung der Geschlechtergerechtigkeit in politischen Bereichen.
- CDU/CSU: Eltern erhalten einen Kindergrundfreibetrag von 8.000 Euro. Beispiel: Eine Familie mit zwei Kindern bleibt bis zu einem Jahreseinkommen von 38.200 Euro einkommensteuerfrei, was einer Erhöhung um 5.000 Euro entspricht. Die Bildungspolitik bleibt bei den Ländern. Die Vereinbarkeit von Beruf und Familie soll gefördert werden. Einführung eines Kinderbonus ab Januar 2007 für neugeborene Kinder in Höhe von 600 Euro im Jahr als Beitragsermäßigung in der Rentenversicherung. Keine Abschaffung der eingetragenen Lebenspartnerschaften (Homo-Ehe)
- Bündnis 90/Die Grünen: Rechtsanspruch auf Betreuung für Kinder vom ersten Lebensjahr an. Ausbau des Kinderzuschlags für geringverdienende Eltern zu einer Grundsicherung. Förderung der Gleichstellungspolitik.
- FDP: Steuerliche Entlastung für Erwachsene und Kinder durch einen Grundfreibetrag von 7.700 Euro im Jahr. Einführung von gebührenfreien Halbtagskindergärten. Ausbau der Ganztagsbetreuung auch für Babys.
- Linkspartei.PDS: Erhöhung des Kindergelds von 154 Euro auf 250 Euro. Keine Anrechnung des Kindergelds auf das Arbeitslosengeld II. Für geringverdienende Eltern gibt es gebührenfreie Kindertagesstätten. Förderung der Ganztagsbetreuung von Kindern. Einführung einer Mindestrente von 800 Euro.

### Umwelt und Energie
- SPD: Reduzierung der Kohlesubventionen, Ausstieg aus der Kernkraft. Förderung von effizienteren Kraftwerken und des sparsameren Umgangs mit Energie. Förderung von erneuerbaren Energien. Gesetzesvereinfachung durch die Einführung eines Umweltgesetzbuches (UGB).
- CDU/CSU: Reduzierung der Kohlesubventionen, kein sofortiger Atomausstieg, aber auch keine Pläne für die Durchsetzung neuer Kernkraftwerke. Längere Laufzeiten für Kernkraftwerke, solange es keine Risiken birgt. Ausbau des Ökostroms, aber Einschränkung der Förderung.
- Bündnis 90/Die Grünen: Reduzierung der Kohlesubventionen, weiterer Ausstieg aus der Kernkraft und Verringerung der Abhängigkeit vom Erdöl. Förderung der erneuerbaren Energien, damit in Deutschland bis zum Jahr 2020 25 Prozent des deutschen Stroms und 25 Prozent des Wärmeverbrauchs sowie 25 Prozent des Kraftstoffs aus erneuerbaren Energien kommen. Deutschland soll Vorreiter beim Klimaschutz werden.
- FDP: Abbau der Subventionen für die Steinkohle und für erneuerbare Energien, dafür mehr Wettbewerb auf dem Energiemarkt. Eventuell staatliche Regulierung für niedrigere Energiepreise, sollten die Energiekonzerne nicht die Strompreise verringern, werden sie gezwungen, die Stromnetze abzugeben. Kein Atomausstieg.
- Linkspartei.PDS: Eintritt für einen „sozial-ökologischen Umbau“. Dezentralisierung der Energieversorgung in Deutschland. Förderung von Ökostrom. Wirtschaftskreisläufe sollten regional statt global sein. Landwirtschaft soll vermehrt ökologisch wirtschaften.

## Umfragen vor der Wahl

Verlauf der Umfragen seit der Wahl 2002

Die Umfragen der Meinungsforschungsinstitute hatten in der Woche vor der Wahl allesamt ein CDU/CSU-Ergebnis von über 40 % prognostiziert. Somit war meist ein knapper Wahlsieg von Schwarz-Gelb vermutet worden. Wegen dieser Fehlschätzungen gerieten die Umfrageinstitute in die Kritik.
| Institut                    | Datum      | CDU/CSU | SPD     | Grüne | FDP   | Linkspartei.PDS | Sonstige |
| --------------------------- | ---------- | ------- | ------- | ----- | ----- | --------------- | -------- |
| Ergebnis der Bundestagswahl | 18.09.2005 | 35,2 %  | 34,2 %  | 8,1 % | 9,8 % | 8,7 %           | 3,9 %    |
| Allensbach                  | 16.09.2005 | 41,5 %  | 32,5 %  | 7,0 % | 8,0 % | 8,5 %           | 2,5 %    |
| Forsa                       | 16.09.2005 | 41–43 % | 32–34 % | 6–7 % | 7–8 % | 7–8 %           | k. A.    |
| Emnid                       | 13.09.2005 | 42,0 %  | 33,5 %  | 7,0 % | 6,5 % | 8,0 %           | 3,0 %    |
| GMS                         | 12.09.2005 | 42 %    | 33 %    | 8 %   | 7 %   | 7 %             | 3 %      |
| TNS Forschung               | 12.09.2005 | 41 %    | 34 %    | 7 %   | 6,5 % | 8,5 %           | 3 %      |
| Forschungsgruppe Wahlen     | 09.09.2005 | 41 %    | 34 %    | 7 %   | 7 %   | 8 %             | 3 %      |
| Infratest dimap             | 08.09.2005 | 41 %    | 34 %    | 7 %   | 6,5 % | 8,5 %           | 3 %      |

## Ergebnis
Bei 61.870.711 Wahlberechtigten und einer Wahlbeteiligung von 77,7 Prozent betrug der Anteil der ungültigen Zweitstimmen 1,6 Prozent. Die zugelassenen Parteien bzw. Fraktionsgemeinschaften erzielten folgende Ergebnisse:
Die Fraktionsgemeinschaft von CDU und CSU erhielt 226 Sitze (wahlrechtlich wurden sie als selbstständige Parteien separat behandelt, siehe Tabelle).
Die SPD erhielt 222 Sitze, die FDP 61, Linkspartei 54, Grüne 51 Sitze. Der 16. Deutsche Bundestag bestand daher gemäß Bundeswahlgesetz aus 598 Abgeordneten plus 16 Überhangmandaten (sieben für die Union, neun für die SPD), also aus insgesamt 614 Abgeordneten.
Andere Parteien erhielten zusammen lediglich 3,9 Prozent der Stimmen und scheiterten damit an der Fünf-Prozent-Hürde. Die NPD erreichte, unterstützt von der DVU, allerdings ihr bestes bundesweites Ergebnis seit 1969, wurde damit zum ersten Mal seit 1987 stärkste nicht im Bundestag vertretene Partei und konnte die konkurrierenden Republikaner hinter sich lassen.

### Gesamtergebnis
| Listen                       | Listen                 | Erststimmen | Erststimmen | Erststimmen | Erststimmen | Zweitstimmen | Zweitstimmen | Zweitstimmen | Zweitstimmen | Mandate | Mandate |
| Listen                       | Listen                 | Stimmen     | %           | +/-         | Mandate     | Stimmen      | %            | +/-          | Mandate      | Anzahl  | +/-     |
| ---------------------------- | ---------------------- | ----------- | ----------- | ----------- | ----------- | ------------ | ------------ | ------------ | ------------ | ------- | ------- |
|                              | SPD                    | 18.129.100  | 38,4        | -3,5        | 145         | 16.194.665   | 34,2         | -4,3         | 77           | 222     | –29     |
|                              | CDU                    | 15.390.950  | 32,6        | +0,6        | 106         | 13.136.740   | 27,8         | -1,7         | 74           | 180     | –10     |
|                              | FDP                    | 2.208.531   | 4,7         | -1,1        | –           | 4.648.144    | 9,8          | +2,5         | 61           | 61      | +14     |
|                              | Die Linke.             | 3.764.168   | 8,0         | +3,6        | 3           | 4.118.194    | 8,7          | +4,7         | 51           | 54      | +52     |
|                              | GRÜNE                  | 2.538.913   | 5,4         | -0,3        | 1           | 3.838.326    | 8,1          | -0,4         | 50           | 51      | –4      |
|                              | CSU                    | 3.889.990   | 8,2         | -0,8        | 44          | 3.494.309    | 7,4          | -1,6         | 2            | 46      | –12     |
|                              | NPD                    | 857.777     | 1,8         | +1,6        | –           | 748.568      | 1,6          | +1,1         | –            | –       | –       |
|                              | REP                    | 38.678      | 0,1         | ±0,0        | –           | 266.101      | 0,6          | ±0,0         | –            | –       | –       |
|                              | GRAUE                  | 6.340       | 0,0         | -0,2        | –           | 198.601      | 0,4          | +0,2         | –            | –       | –       |
|                              | FAMILIE                | 76.064      | 0,2         | +0,1        | –           | 191.842      | 0,4          | +0,4         | –            | –       | –       |
|                              | Die Tierschutzpartei   | 7.341       | 0,0         | ±0,0        | –           | 110.603      | 0,2          | -0,1         | –            | –       | –       |
|                              | PBC                    | 57.027      | 0,1         | ±0,0        | –           | 108.605      | 0,2          | ±0,0         | –            | –       | –       |
|                              | MLPD                   | 16.480      | 0,0         | ±0,0        | –           | 45.238       | 0,1          | +0,1         | –            | –       | –       |
|                              | BüSo                   | 40.984      | 0,1         | ±0,0        | –           | 35.649       | 0,1          | ±0,0         | –            | –       | –       |
|                              | BP                     | 16.047      | 0,0         | ±0,0        | –           | 35.543       | 0,1          | +0,1         | –            | –       | –       |
|                              | DIE FRAUEN             | 1.327       | 0,0         | ±0,0        | –           | 27.497       | 0,1          | ±0,0         | –            | –       | –       |
|                              | AGFG                   | 570         | 0,0         | N/A         | –           | 21.350       | 0,0          | N/A          | –            | –       | –       |
|                              | PSG                    | –           | –           | N/A         | –           | 15.605       | 0,0          | N/A          | –            | –       | –       |
|                              | 50Plus                 | –           | –           | N/A         | –           | 10.536       | 0,0          | N/A          | –            | –       | –       |
|                              | Die PARTEI             | 6.923       | 0,0         | N/A         | –           | 10.379       | 0,0          | N/A          | –            | –       | –       |
|                              | Pro DM                 | –           | –           | N/A         | –           | 10.269       | 0,0          | N/A          | –            | –       | –       |
|                              | Deutschland            | 1.473       | 0,0         | ±0,0        | –           | 9.643        | 0,0          | N/A          | –            | –       | –       |
|                              | APPD                   | 3.018       | 0,0         | ±0,0        | –           | 4.233        | 0,0          | -0,1         | –            | –       | –       |
|                              | ZENTRUM                | 1.297       | 0,0         | ±0,0        | –           | 4.010        | 0,0          | ±0,0         | –            | –       | –       |
|                              | Offensive D            | 5.401       | 0,0         | -0,2        | –           | 3.338        | 0,0          | -0,8         | –            | –       | –       |
|                              | UNABHÄNGIGE            | 11.703      | 0,0         | N/A         | –           | –            | –            | N/A          | –            | –       | –       |
|                              | HP                     | 2.029       | 0,0         | ±0,0        | –           | –            | –            | ±0,0         | –            | –       | –       |
|                              | DSU                    | 1.655       | 0,0         | ±0,0        | –           | –            | –            | N/A          | –            | –       | –       |
|                              | CM                     | 1.011       | 0,0         | ±0,0        | –           | –            | –            | ±0,0         | –            | –       | –       |
|                              | HUMANWIRTSCHAFTSPARTEI | 639         | 0,0         | N/A         | –           | –            | –            | N/A          | –            | –       | –       |
|                              | STATT Partei           | 496         | 0,0         | N/A         | –           | –            | –            | N/A          | –            | –       | –       |
|                              | Übrige                 | 118.130     | 0,3         | +0,2        | –           | –            | –            | –            | –            | –       | –       |
| Gesamt                       | Gesamt                 | 47.194.062  | 100         |             | 299         | 47.287.988   | 100          |              | 315          | 614     | +11     |
|                              |                        |             |             |             |             |              |              |              |              |         |         |
| Ungültige Stimmen            | Ungültige Stimmen      | 850.072     | 1,8         | +0,2        |             | 756.146      | 1,6          | +0,4         |              |         |         |
| Wähler                       | Wähler                 | 48.044.134  | 77,7        | -1,5        |             | 48.044.134   | 77,7         | -1,5         |              |         |         |
| Wahlberechtigte              | Wahlberechtigte        | 61.870.711  |             |             |             | 61.870.711   |              |              |              |         |         |
|                              |                        |             |             |             |             |              |              |              |              |         |         |
| Quelle: Der Bundeswahlleiter |                        |             |             |             |             |              |              |              |              |         |         |

- Überhangmandate: 16, davon 9 SPD (1 in Hamburg, 3 in Brandenburg, 4 in Sachsen-Anhalt und 1 im Saarland) und 7 CDU (4 in Sachsen und 3 in Baden-Württemberg; Matthias Wissmann ersatzlos ausgeschieden am 1. Juni 2007, Johann-Henrich Krummacher verstorben am 25. Februar 2008).

### Ergebnisse nach Bundesländern
Die SPD lag im Gesamtergebnis hinter den Unionsparteien CDU/CSU, konnte aber dennoch in zwölf der 16 Bundesländer mit einem Stimmenplus gegenüber den Konservativen abschließen. Die Unionsparteien lagen lediglich in Bayern, Baden-Württemberg, Rheinland-Pfalz sowie in Sachsen vorne, in den restlichen Bundesländern gewann die SPD die meisten Stimmen. Auf eine absolute Mehrheit der Zweitstimmen in einem Bundesland kam bei dieser Wahl selbst die bayrische CSU nicht mehr.
In den ostdeutschen Ländern (mit Ausnahme Sachsens) behielt die SPD auch trotz immenser Verluste die Oberhand, während Die Linkspartei.PDS enorm an Popularität gewann. Brandenburg, Sachsen-Anhalt und Thüringen gaben sogar mehr Menschen der Linkspartei als der CDU ihre Zweitstimme. Auch in den westdeutschen Bundesländern erreichte die Linkspartei nahezu fünf Prozent der Zweitstimmen, was vor allem am guten Abschneiden im Saarland dank der Spitzenkandidatur von Oskar Lafontaine lag.
Die FDP stieg zu zweistelligen Ergebnissen in sechs Bundesländern auf und holte ihr schlechtestes Ergebnis mit knapp über sechs Prozentpunkten in Mecklenburg-Vorpommern. Für die Grünen hatten weiterhin vor allem die Stadtstaaten Berlin, Bremen und Hamburg große Bedeutung; in den ostdeutschen Flächenländern war sie weiterhin schwach mit unter fünf Prozent der Stimmen. Die NPD platzierte sich in fast allen Bundesländern mit mindestens einem Prozent der Zweitstimmen. Ihr bestes Ergebnis holte sie in Sachsen, wo sie ein Jahr nach dem erfolgreichen Einzug in den Landtag 4,8 Prozent der Zweitstimmen erhielt.
| Bundesland / Region         | Wahl- berechtigte | Wähler     | Wahl- beteiligung | CDU/CSU | CDU/CSU | SPD  | SPD   | FDP  | FDP   | PDS  | PDS   | Grüne | Grüne | NPD  | NPD   |
| Bundesland / Region         | Wahl- berechtigte | Wähler     | Wahl- beteiligung | Erst    | Zweit   | Erst | Zweit | Erst | Zweit | Erst | Zweit | Erst  | Zweit | Erst | Zweit |
| --------------------------- | ----------------- | ---------- | ----------------- | ------- | ------- | ---- | ----- | ---- | ----- | ---- | ----- | ----- | ----- | ---- | ----- |
| Baden-Württemberg           | 07.529.193        | 05.923.917 | 78,7              | 46,8    | 39,2    | 34,7 | 30,1  | 5,5  | 11,9  | 03,1 | 03,8  | 07,4  | 10,7  | 1,6  | 1,1   |
| Bayern                      | 09.222.560        | 07.181.842 | 77,9              | 55,0    | 49,2    | 27,7 | 25,5  | 5,0  | 09,5  | 02,9 | 03,4  | 06,4  | 07,9  | 1,8  | 1,3   |
| Berlin                      | 02.438.902        | 01.887.397 | 77,4              | 26,1    | 22,0    | 36,8 | 34,3  | 3,8  | 08,2  | 17,4 | 16,4  | 12,4  | 13,7  | 1,8  | 1,6   |
| Brandenburg                 | 02.128.352        | 01.594.983 | 74,9              | 22,9    | 20,6    | 38,9 | 35,8  | 4,3  | 06,9  | 27,0 | 26,6  | 02,8  | 05,1  | 3,3  | 3,2   |
| Bremen                      | 00.486.475        | 00.367.282 | 75,5              | 26,6    | 22,8    | 51,1 | 42,9  | 3,7  | 08,1  | 07,1 | 08,4  | 09,7  | 14,3  | 1,5  | 1,5   |
| Hamburg                     | 01.230.717        | 00.954.153 | 77,5              | 34,0    | 28,9    | 47,5 | 38,7  | 3,5  | 09,0  | 04,7 | 06,3  | 09,1  | 14,9  | 1,1  | 1,0   |
| Hessen                      | 04.366.988        | 03.437.326 | 78,7              | 39,9    | 33,7    | 42,2 | 35,6  | 4,7  | 11,7  | 04,2 | 05,3  | 05,8  | 10,1  | 1,5  | 1,2   |
| Mecklenburg-Vorpommern      | 01.418.790        | 01.010.887 | 71,2              | 31,9    | 29,6    | 32,9 | 31,7  | 4,3  | 06,3  | 23,3 | 23,7  | 03,5  | 04,0  | 3,3  | 3,5   |
| Niedersachsen               | 06.083.041        | 04.828.902 | 79,4              | 39,0    | 33,6    | 47,3 | 43,2  | 3,9  | 08,9  | 03,5 | 04,3  | 04,7  | 07,4  | 1,3  | 1,3   |
| Nordrhein-Westfalen         | 13.257.047        | 10.385.230 | 78,3              | 40,7    | 34,4    | 45,5 | 40,0  | 4,1  | 10,0  | 04,2 | 05,2  | 04,2  | 07,6  | 0,9  | 0,8   |
| Rheinland-Pfalz             | 03.084.171        | 02.427.981 | 78,7              | 43,2    | 36,9    | 39,9 | 34,6  | 5,5  | 11,7  | 04,7 | 05,6  | 04,2  | 07,3  | 1,5  | 1,3   |
| Saarland                    | 00.818.478        | 00.650.089 | 79,4              | 33,9    | 30,2    | 38,0 | 33,3  | 3,5  | 07,4  | 17,3 | 18,5  | 03,0  | 05,9  | 1,7  | 1,8   |
| Sachsen                     | 03.561.357        | 02.695.532 | 75,7              | 35,5    | 30,0    | 25,2 | 24,5  | 6,7  | 10,2  | 22,3 | 22,8  | 03,6  | 04,8  | 5,0  | 4,8   |
| Sachsen-Anhalt              | 02.088.108        | 01.481.671 | 71,0              | 27,9    | 24,7    | 35,1 | 32,7  | 5,0  | 08,1  | 25,5 | 26,6  | 02,7  | 04,1  | 2,8  | 2,5   |
| Schleswig-Holstein          | 02.198.777        | 01.739.113 | 79,1              | 42,8    | 36,4    | 44,5 | 38,2  | 3,8  | 10,1  | 02,8 | 04,6  | 04,3  | 08,4  | 1,0  | 1,0   |
| Thüringen                   | 01.957.755        | 01.477.829 | 75,5              | 29,1    | 25,7    | 31,8 | 29,8  | 5,0  | 07,9  | 25,4 | 26,1  | 03,6  | 04,8  | 4,0  | 3,7   |
|                             |                   |            |                   |         |         |      |       |      |       |      |       |       |       |      |       |
| Alte Länder und West-Berlin | 49.704.562        | 39.008.851 | 78,5              | 43,6    | 37,5    | 39,9 | 35,1  | 4,6  | 10,2  | 04,0 | 04,9  | 05,7  | 08,8  | 1,4  | 1,1   |
| Neue Länder und Ost-Berlin  | 12.166.149        | 09.035.283 | 74,3              | 28,8    | 25,3    | 31,8 | 30,4  | 5,1  | 08,0  | 25,4 | 25,3  | 04,0  | 05,2  | 3,8  | 3,6   |

### Ergebnisse nach Wahlkreisen
- Erststimmenmehrheiten in den Wahlkreisen
  - SPD: 145
  - CDU: 106
  - CSU: 44
  - PDS: 3
  - Grüne: 1
- Zweitstimmenmehrheiten in den Wahlkreisen
  - SPD: 149
  - CDU: 103
  - CSU: 45
  - PDS: 2

Erststimmenmehrheiten in den Wahlkreisen SPD: 145 CDU: 106 CSU: 44 PDS: 3 Grüne: 1
Zweitstimmenmehrheiten in den Wahlkreisen SPD: 149 CDU: 103 CSU: 45 PDS: 2
Wahlbeteiligung in den Wahlkreisen

### Zweitstimmenanteil der Parteien nach Wahlkreisen
Die folgenden Karten zeigen, mit welchem Zweitstimmenergebnis die gezeigten Parteien in den einzelnen Wahlkreisen abgeschnitten haben.

CDU/CSU
SPD
FDP
PDS
Grüne
NPD

### Ausschöpfungsquoten und Nichtwähleranteil
| Bundestagswahl 2005 mit NichtwähleranteilAusschöpfungsquoten der Parteien und Anteil der Nichtwähler %3020100 26,926,27,56,76,23,01,222,3 UnionSPDFDPPDSGrüneSonst.Ungült.Nichtw.Gewinne und Verlusteim Vergleich zu 2002 %p 4 2 0 −2 −4−3,2−3,9+1,7+3,6−0,5+0,6+0,2+1,4UnionSPDFDPPDSGrüneSonst.Ungült.Nichtw. |

### Nicht ausgezählte Stimmen
Im März 2006 wurden in Trier 1147 nicht ausgezählte Briefwahl-Stimmzettel des Bundestagswahlkreises Trier (damals Nr. 205) entdeckt. Diese sind auf Anweisung des Landeswahlleiters nicht mehr ausgezählt worden und somit nicht Teil des amtlichen Endergebnisses.

## Nachwahl im Wahlkreis Dresden I
Nach dem Tod der Direktkandidatin der NPD, Kerstin Lorenz, elf Tage vor der Wahl wurde die Abstimmung im Wahlkreis 160 (Dresden I) auf den 2. Oktober 2005 verschoben. In der Geschichte der Bundesrepublik hatte es das bislang zweimal gegeben: Bei der Bundestagswahl 1961 und der Bundestagswahl 1965 musste wegen verstorbener Kandidaten eine Nachwahl zu einem späteren Zeitpunkt erfolgen, was aber in beiden Fällen keinen Einfluss auf die parteipolitische Zusammensetzung des Bundestages hatte.
Damit konnten etwa 219.000 Dresdner (6,1 % der sächsischen Wahlberechtigten) am 18. September nicht wählen. Die vorher abgegebenen Briefwahl-Stimmen waren ungültig und wurden vernichtet.
Nach der Wahl in Dresden wurde vom Bundeswahlleiter ein zweites vorläufiges amtliches Endergebnis festgestellt, welches neben den Dresdner Stimmen auch Korrekturen aus anderen Ländern berücksichtigte. Das endgültige amtliche Endergebnis, das dann auch die Korrekturen aus Sachsen enthielt, wurde am 7. Oktober bekanntgegeben. Nach Ansicht des Berliner Staatsrechtlers Christian Pestalozza hätten die Ergebnisse vom 18. September bis zum Abschluss der Nachwahl unter Verschluss gehalten werden müssen, da die betroffenen Bürger ihre Stimme viel gezielter einsetzen konnten als der Rest der Bevölkerung. „Dadurch sind Freiheit und Gleichheit der Wahl beeinträchtigt“, so der Experte. Das halte er für verfassungsrechtlich bedenklich. Ähnlich hatten sich die Direktkandidaten von CDU und FDP in dem betroffenen Wahlkreis, Andreas Lämmel und Peggy Bellmann, geäußert. Der Bundeswahlleiter hatte sich diesen Forderungen nicht angeschlossen und bereits am Wahlabend ein erstes vorläufiges amtliches Ergebnis bekanntgegeben.
Die Nachwahl im Wahlkreis 160 hatte keine Auswirkungen auf die Rangfolge der Fraktionen im Bundestag, sorgte jedoch für einzelne Sitzverschiebungen zwischen den Landeslisten einzelner Parteien. Im Einzelnen gewann genannter Andreas Lämmel das Direktmandat für die CDU und damit ein weiteres Überhangmandat. Die FDP in Sachsen gewann wegen des außerordentlich guten Dresdner Zweitstimmenergebnisses bei der innerparteilichen Verteilung einen Sitz auf Kosten der FDP in NRW. Bei der CDU wechselte aufgrund der Inkonsistenz des Zuteilungsverfahrens Hare/Niemeyer (vgl. auch Alabama-Paradoxon, Wählerzuwachsparadoxon) ein Sitz von der CDU Nordrhein-Westfalen zur CDU des Saarlandes.

## Regierungsbildung
| Parteien                        | Sitze |
| ------------------------------- | ----- |
| Zweidrittelmehrheit (410 Sitze) |       |
| Union, SPD                      | 448   |
| Absolute Mehrheit (≥ 308 Sitze) |       |
| Union, FDP, Grüne               | 338   |
| SPD, FDP, Grüne                 | 334   |
| Sitze gesamt                    | 614   |

### Koalitionsziele
Das Wahlergebnis brachte weder für die Unionsparteien und die FDP noch für die SPD und Grünen eine Mehrheit. Damit waren die von den genannten Parteien bevorzugten Koalitionen Schwarz-Gelb bzw. Rot-Grün unmöglich.
Im Einzelnen galt für die Parteien bzw. Parteibündnisse:
- CDU und CSU verloren im Vergleich zur letzten Wahl Stimmen, stellten andererseits wieder die größte Fraktion im Bundestag. Ihr Ziel, dass Rot-Grün keine Mehrheit mehr bekam, wurde auch erreicht.
- Die SPD verlor ebenfalls im Vergleich zur letzten Wahl Stimmen, sogar stärker als die Unionsparteien; die von ihr angeführte rot-grüne Koalition hatte keine Mehrheit mehr. Durch die Schwäche der Union war der Abstand zwischen den Volksparteien aber nicht so groß wie erwartet.
- Die FDP gewann Stimmen und holte ein unerwartet gutes Ergebnis. Zum ersten Mal seit 1990 wurde sie wieder drittstärkste Kraft im Bundestag. Andererseits hatte die von ihr angestrebte schwarz-gelbe Koalition nicht die erhoffte Mehrheit erreicht und die FDP trat für weitere vier Jahre den Gang in die Opposition an.
- Die Linkspartei.PDS erzielte das beste Ergebnis jemals, landete vor den Grünen und konnte insbesondere in Westdeutschland ihren Stimmenanteil mehr als verdoppeln. Da keine der anderen Parteien mit ihr verhandeln wollte, blieb ihr eine Regierungsbeteiligung verwehrt; allerdings hatte sie bereits im Wahlkampf erklärt, nach der Wahl auf jeden Fall in der Opposition verbleiben zu wollen. Ihr Ziel, eine schwarz-gelbe Koalition zu verhindern, wurde dagegen erreicht.
- Die Grünen verloren leicht, schnitten aber besser ab als in den Umfragen vorhergesagt. Die von ihnen favorisierte rot-grüne Koalition kam nicht zustande, zudem lagen sie hinter FDP und Linkspartei.PDS.

### Sondierungsgespräche und Koalitionsverhandlungen
Sowohl Merkel als auch der SPD-Vorsitzende Franz Müntefering boten in den folgenden Tagen allen anderen Parteien außer der Linkspartei.PDS Gespräche über eine Regierungsbildung an. Gespräche führten zunächst Union und FDP einerseits sowie SPD und Grüne andererseits.
Einer Ampelkoalition hatte Guido Westerwelle bereits in der „Elefantenrunde“ am Wahlabend unter Verweis auf einen einstimmigen Beschluss des FDP-Bundesparteitags eine klare Absage erteilt. Da die Liberalen den Regierungsauftrag zudem bei der Union sahen, wiesen sie ein Sondierungsangebot Franz Münteferings zurück und bekräftigten diese Haltung auch nach weiteren Offerten führender SPD-Politiker.
Die Grünen hatten formal keine Koalition ausgeschlossen und gingen auch auf das Gesprächsangebot der Unionsparteien ein. Da aus Union, FDP und Grünen vereinzelt Interesse an einer so genannten „Jamaika-Koalition“ geäußert wurde, fand dieses Gespräch besondere Beachtung. Zum ersten Mal seit gescheiterten Verhandlungen in Baden-Württemberg 1992 sprachen Union und Grüne wieder über eine Zusammenarbeit oberhalb der kommunalen Ebene. Die Sondierungen endeten allerdings wiederum ergebnislos.
Da realistische Alternativen fehlten, begannen Union und SPD schließlich zu verhandeln. An diesen „Sondierungsgesprächen“ nahmen Angela Merkel, Edmund Stoiber, Franz Müntefering und Gerhard Schröder teil. Als großes Hindernis erwies sich dabei der Anspruch beider Lager auf das Amt des Bundeskanzlers für ihren jeweiligen Kandidaten. Die CDU/CSU beharrte darauf, als stärkste Kraft traditionsgemäß den Regierungschef zu stellen. Die SPD hingegen argumentierte zeitweise, CDU/CSU seien zwei verschiedene Parteien und die SPD stärker als die CDU für sich.
Beide Seiten schlossen zudem aus, dem jeweiligen Gegenkandidaten (Merkel bzw. Schröder) ihre Stimmen zu geben. Zeitweise wurde das Israelische Modell erwogen.
Nach einem abschließenden Sondierungsgespräch teilten die vier Personen am 10. Oktober mit, ihren Fraktionen und Parteien die Aufnahme von Koalitionsverhandlungen vorzuschlagen. Dazu sei vereinbart worden, dass Merkel Kanzlerin werde; auch Zuschnitt und Parteizugehörigkeit der Ministerien war vereinbart worden. Neben Merkel wurde bereits Stoiber als Wirtschaftsminister festgesetzt. Die SPD stellte daraufhin die Kandidaten für ihre acht Posten vor. Am 11. Oktober kündigte Gerhard Schröder an, der neuen Regierung in keiner Position anzugehören. Am 17. Oktober gaben die Unionsparteien die Kandidaten für ihre übrigen sechs Posten bekannt.
Insbesondere aus der SPD gab es zunächst Kritik an der Vereinbarung. Diese wurde jedoch bald darauf eingestellt. Die Koalitionsverhandlungen begannen am 17. Oktober. Am 1. November kündigte Franz Müntefering seinen Rückzug vom SPD-Vorsitz an, nachdem bei einer SPD-Vorstandssitzung der von ihm präferierte Kandidat für das Amt des SPD-Generalsekretärs, Kajo Wasserhövel, keine Mehrheit gefunden hatte. Daraufhin gab Edmund Stoiber aufgrund der guten Zusammenarbeit zwischen den beiden und der Befürchtung, dass Müntefering nun nicht der Regierung angehören würde, seinen Verzicht auf das Wirtschaftsministerium bekannt.
Die Verhandlungen wurden ungeachtet dessen mit denselben Führungspersonen fortgesetzt und am 11. November mit dem Abschluss eines Koalitionsvertrags beendet; für die SPD unterzeichnete der neue Vorsitzende Matthias Platzeck. Müntefering blieb der SPD-Spitze als Vizekanzler erhalten. Schließlich wurde Angela Merkel am 22. November 2005 zur Bundeskanzlerin gewählt. Sie erhielt eine sichere Mehrheit von 397 von 611 gültigen Stimmen, dies blieb aber hinter der Anzahl der Sitze der Großen Koalition (448) weit zurück. Merkel war dabei mit 51 Jahren die jüngste Inhaberin dieses Amtes in der Geschichte und wurde zugleich als erste Frau Regierungschefin Deutschlands. Am selben Tag wurde auch das Kabinett Merkel I vereidigt.

## Medienereignis „Elefantenrunde“
Am Wahlabend nahmen die Spitzenkandidaten aller ins Parlament gewählten Parteien in der sogenannten „Elefantenrunde“ aus dem ZDF-Hauptstadtstudio Stellung zum Votum der Deutschen und möglichen Koalitionsaussichten. Teilnehmer waren Gerhard Schröder, Angela Merkel, Edmund Stoiber, Joschka Fischer, Guido Westerwelle und Lothar Bisky. Die Moderation übernahmen Hartmann von der Tann (ARD) und Nikolaus Brender (ZDF), letzterer trug zu Beginn nochmals die aktuellen Hochrechnungen vor und konstatierte: „Die Sache ist kompliziert.“
Besonders der vielfach als überheblich empfundene Auftritt Schröders sorgte für Irritation und nachhaltige Debatten. Der Bundeskanzler verband seine Deutung der Wahlergebnisse angesichts der deutlich verfehlten Umfragen mit einem harschen Angriff auf die Medien wegen angeblich parteiischer Berichterstattung und beanspruchte den Regierungsauftrag trotz des Vorsprungs der Union aufgrund des knappen Ergebnisses überraschend für sich. So führte er aus:

„…, bin ich wirklich stolz auf meine Partei, auf die Menschen, die mich unterstützt haben, die uns gewählt haben und die uns ein Ergebnis beschert haben, das eindeutig ist. Jedenfalls eindeutig, dass niemand außer mir in der Lage ist, eine stabile Regierung zu stellen. Niemand außer mir.“

Und auf Merkel bezogen äußerte sich Schröder angesichts ihres deutlich gegenüber den Umfragen verschlechterten Ergebnisses:

„Glauben Sie im Ernst, dass meine Partei auf ein Gesprächsangebot von Frau Merkel bei dieser Sachlage einginge, indem sie sagt, sie möchte Bundeskanzlerin werden? Ich meine, wir müssen die Kirche doch mal im Dorf lassen. Die Deutschen haben doch in der Kandidatenfrage eindeutig votiert. Das kann man doch nicht ernsthaft bestreiten.“

Während der Diskussion kam es zu teils unverständlichen Wortgefechten besonders mit Guido Westerwelle, der eine Ampelkoalition kategorisch ausschloss und Schröders „gekünstelten“ Auftritt kritisierte, Edmund Stoiber warf dem Kanzler Arroganz vor.
Gegen Ende der Sendung, nachdem deutlich geworden war, dass kleine Koalitionen unwahrscheinlich bleiben würden und Merkel mit Unterstützung Stoibers und Westerwelles den Auftrag zur Regierungsbildung, entsprechend den Gepflogenheiten, für die stärkste Fraktion und damit für sich beanspruchte, fragte von der Tann in den Vortrag Schröders hinein: „Und Sie glauben doch nicht an eine Große Koalition mit einem Kanzler Schröder? Oder doch?“ Woraufhin dieser antwortete:

„Aber was denn anderes, wenn es zu einer solchen Geschichte kommt? Wie soll das denn sonst funktionieren?“

Auch die Medien monierten Schröders Verhalten als Fortsetzung des Wahlkampfs. Schröder selbst gab sich noch in der Wahlnacht selbstkritisch, indem er seine Frau Doris Schröder-Köpf zitierte: Sie habe seinen Auftritt als „ein bisschen zu krawallig“ kritisiert. Wenige Tage später bezeichnete er ihn gegenüber der Zeit als „suboptimal“ und sagte wörtlich: „War nicht gut, ich weiß“; zugleich versicherten er und andere, es sei kein Alkohol im Spiel gewesen.
In der ARD-Dokumentation Kanzlerjahre erklärt Fraktionsvorsitzender Franz Müntefering, dass während der Diskussion, ob er oder Schröder an der Runde teilnehmen solle, im Fernsehen spekuliert wurde, ob die SPD durch Überhangmandate womöglich stärkste Kraft im Bundestag werden könnte. Dieser Umstand sowie das im Vergleich zu den Vorwahlprognosen deutlich verbesserte SPD-Ergebnis führten nach seiner Meinung zu Schröders hocheuphorisiertem Verhalten.

## Wahlprüfung
Gegen die Gültigkeit der Bundestagswahl wurden Einsprüche beim Deutschen Bundestag eingelegt und nach deren Zurückweisung mehrere Wahlprüfungsbeschwerden beim Bundesverfassungsgericht erhoben.
Die Regelungen des Bundeswahlgesetzes, die zum negativen Stimmgewicht im Bundestagswahlrecht führen und bei dieser Wahl erstmals nicht nur der Fachwelt bekannt wurden, erklärte das Bundesverfassungsgericht in den Verfahren zu zwei Wahlprüfungsbeschwerden als verfassungswidrig. Das Gericht gab dem Gesetzgeber auf, das Bundeswahlgesetz spätestens bis zum 30. Juni 2011 in dieser Hinsicht neu zu regeln. Diese Frist hielt der Bundestag nicht ein.
Der Einsatz von Wahlcomputern bei der Wahl wurde am 3. März 2009 für verfassungswidrig erklärt, weil diese Computer keine der Verfassung entsprechende öffentliche Nachvollziehbarkeit der Wahl zulassen.